# Arthur Bauer
Pour les articles homonymes, voir Bauer.
Arthur Bauer né Arthur Richard Bauer (Vienne, 30 mars 1878 - date et lieux inconnus) est un acteur autrichien du cinéma muet américain.

## Filmographie partielle
- 1913 : The Top of New York
- 1913 : Curfew Shall Not Ring Tonight
- 1913 : What Might Have Been
- 1913 : His Imaginary Family de Carl Gregory
- 1913 : The Law of Humanity de Carl Gregory
- 1913 : The Head Waiter
- 1914 : The Runaway Princess
- 1914 : Adrift in a Great City
- 1914 : Turkey Trot Town
- 1914 : The Purse and the Girl de Carl Gregory
- 1914 : Joseph in the Land of Egypt d'Eugene Moore (en)
- 1914 : Percy's First Holiday de Carl Gregory
- 1914 : The Dancer
- 1914 : The Million Dollar Mystery de Howell Hansel
- 1914 : A Dog's Love de Jack Harvey
- 1915 : The Vagabonds
- 1916 : The Net de George Foster Platt
- 1917 : The Vicar of Wakefield d'Ernest C. Warde
- 1917 : The Unfortunate Marriage d'Ernest C. Warde